# Əvilə
Əvilə è un comune dell'Azerbaigian situato nel distretto di Lerik. Conta una popolazione di 593 abitanti.